# Caledonia (wieś w stanie Nowy Jork)
Caledonia – wieś w Stanach Zjednoczonych, w stanie Nowy Jork, w hrabstwie Livingston.